# Dolenje Kronovo
Dolenje Kronovo – wieś w Słowenii, w gminie Šmarješke Toplice. W 2018 roku liczyła 127 mieszkańców.